# Любецький синодик

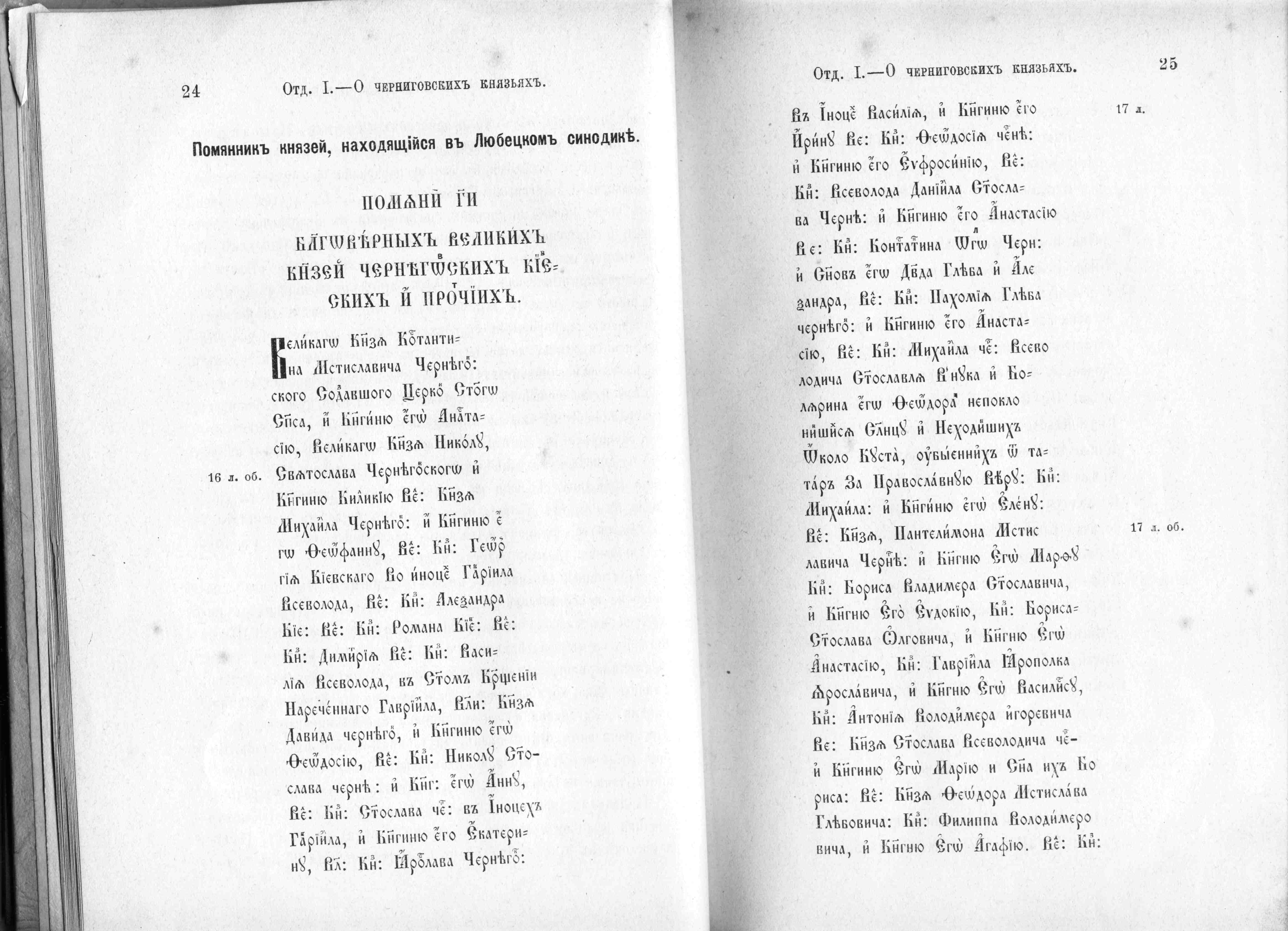
Сторінка пом'яника Любецького синодику

Любецький синодик — історичне джерело, список осіб для поминання у церкві, створений у Любечі.
Його написання було розпочато в середині XVIII ст. у Любецькому Антоніївському монастирі, але після ліквідації монастиря у 1786  році він був продовжений у Воскресенській церкві в Любечі. Оригінал Любецького синодика не зберігся, проте відома його копія, що належить до XVIII ст., однак його оформлення сягає 1694  року.